# Danny Trevathan
Danny Trevathan (Youngstown, 24 marzo 1990) è un giocatore di football americano statunitense che gioca nel ruolo di linebacker per i Chicago Bears della National Football League. Fu scelto nel corso del sesto giro (188º assoluto) del Draft NFL 2012 dai Denver Broncos. Al college ha giocato a football a Kentucky.

## Carriera professionistica

### Denver Broncos
Trevatan fu scelto nel corso del sesto giro del Draft 2012 dai Broncos. Debuttò nella settimana 1 contro i Pittsburgh Steelers senza far registrare alcuna statistica. Nella settimana 9 contro i Cincinnati Bengals mise a segno il suo primo sack su Andy Dalton. La sua prima stagione si concluse giocando tutte le 16 partite, nessuna delle quali come titolare, con 33 tackle, 1 sack e 3 passaggi deviati.
Nella prima gara della stagione 2013, Trevathan mise a segno il suo primo intercetto in carriera su Joe Flacco dei Baltimore Ravens. La settimana successiva guidò i Broncos con 10 tackle e un sack nella vittoria sui New York Giants. Nella settimana 5 mise a segno un intercetto fondamentale nel quarto periodo su Tony Romo che consentì ai Broncos di rimanere imbattuti. La domenica successiva ne mise a segno un altro contro i Jacksonville Jaguars.
Il 19 gennaio 2014, nella finale della AFC, i Broncos batterono i Patriots qualificandosi per il Super Bowl, la prima presenza della franchigia dal 1998, in una gara in cui Trevathan guidò i suoi con 8 tackle. Nel Super Bowl XLVIII contro i Seattle Seahawks, i Broncos furono battuti nettamente per 43-8. Danny fu il giocatore che mise a segno più tackle nella partita, 12.
Nella settimana 13 della stagione 2015, Trevathan mise a segno un intercetto su Philip Rivers, ritornandolo per 25 yard in touchdown. A fine anno partì come titolare nel Super Bowl 50, vinto contro i Carolina Panthers, in cui guidò i Broncos con otto placcaggi.

### Chicago Bears
Divenuto free agent, il 9 marzo 2016 Trevathan firmò con i Chicago Bears. Il 30 settembre 2017 fu sospeso per due partite dalla lega per un colpo irregolare su Davante Adams dei Green Bay Packers nel quarto turno che costò all'avversario una commozione cerebrale.
Nel secondo turno della stagione 2018 Trevathan fu premiato come miglior difensore della NFC della settimana dopo avere messo a segno 6 placcaggi e 2 sack su Russell Wilson nella vittoria del Monday Night Football contro i Seattle Seahawks.
Il 16 marzo 2020, Trevathan firmò con i Bears un rinnovo triennale del valore massimo di 24 milioni di dollari.

## Palmarès

### Franchigia
- Super Bowl : 1

Denver Broncos: 50
- American Football Conference Championship: 2

Denver Broncos: 2013, 2015

### Individuale
- Difensore della NFC della settimana: 1

2ª del 2018